# Collinsia latifolia
Collinsia latifolia är en grobladsväxtart som först beskrevs av Newsom, och fick sitt nu gällande namn av B.G.Baldwin, Kalisz och Armbr.. Collinsia latifolia ingår i släktet collinsior, och familjen grobladsväxter. Inga underarter finns listade i Catalogue of Life.